# Naco Border Station
La Naco Border Station – ou officiellement Brian A. Terry Station – est un poste-frontière américain à Naco, dans le comté de Cochise, en Arizona. Construite en 1936 dans le style Pueblo Revival le long de la frontière entre les États-Unis et le Mexique, elle est inscrite au Registre national des lieux historiques depuis le 19 février 1991.